# Indiana Pi Bill

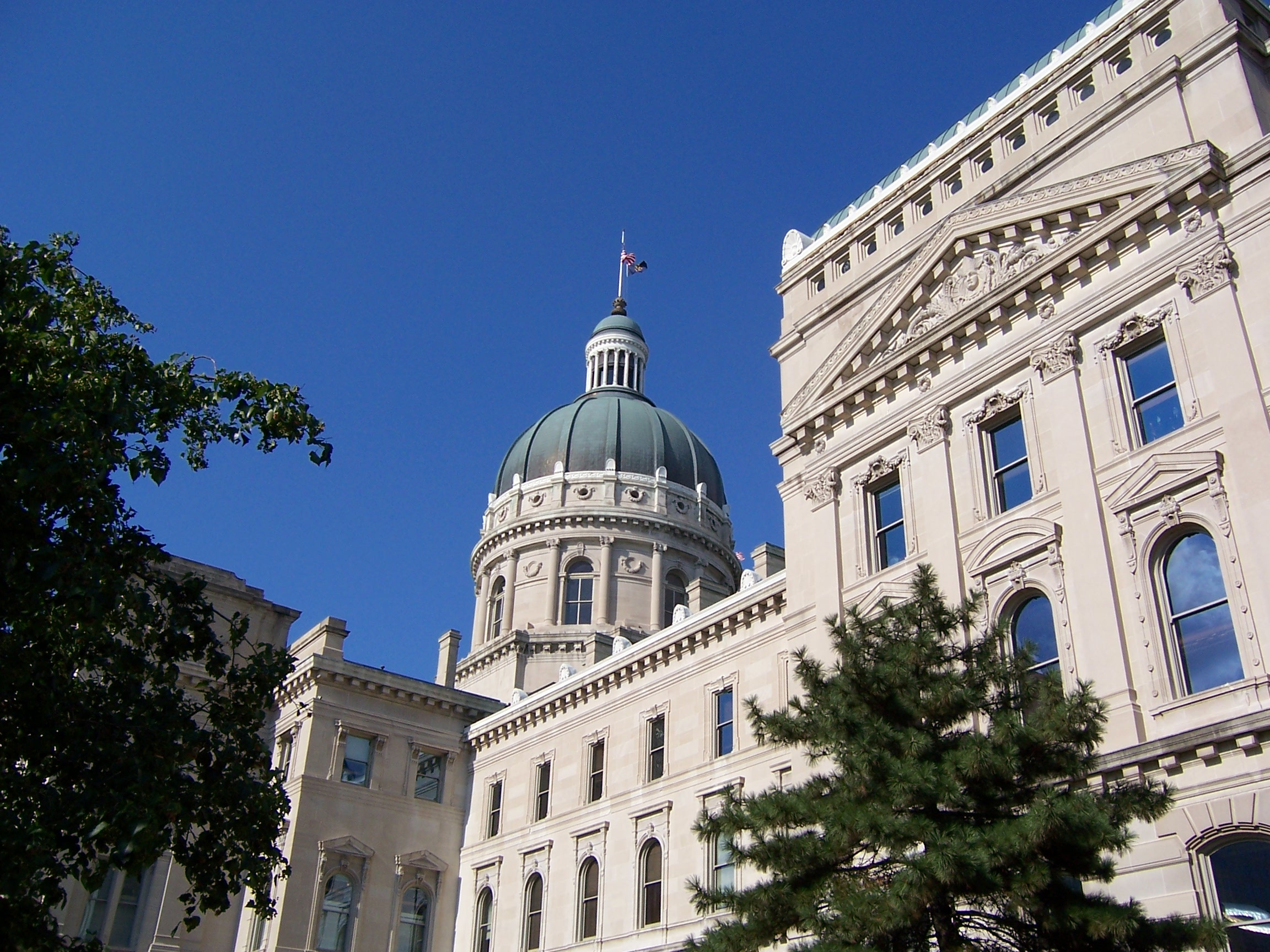
Das Indiana State House in Indianapolis, Sitz von Repräsentantenhaus und Senat

Indiana Pi Bill ist die inoffizielle Bezeichnung eines Gesetzentwurfs, der im Jahr 1897 dem Parlament des amerikanischen Bundesstaates Indiana zur Beschlussfassung vorgelegt wurde. Mit seiner Verabschiedung sollten – fachlich unhaltbare – Ausführungen des Arztes Edward J. Goodwin zur Kreisberechnung und zur Quadratur des Kreises Gesetzeskraft erlangen, im Gegenzug wollte Goodwin dem Staat Indiana die unentgeltliche Nutzung seiner Erkenntnisse gestatten.
Die Vorlage wurde vom Repräsentantenhaus ohne Gegenstimme angenommen, nach Intervention durch den Mathematikprofessor Clarence A. Waldo vertagte der Senat die endgültige Verabschiedung auf unbestimmte Zeit.

## Vorgeschichte
Die aus der antiken griechischen Mathematik stammende Frage, ob zu einem vorgegebenen Kreis nur mit Hilfe von Zirkel und Lineal ein flächengleiches Quadrat konstruiert werden kann, war lange Zeit unbeantwortet. Erst im Jahr 1882 konnte Ferdinand von Lindemann beweisen, dass eine solche elementare Quadratur des Kreises prinzipiell nicht möglich ist. Kein Problem waren dagegen seit der Neuzeit die Darstellung und beliebig genaue Berechnung der Kreiszahl {\displaystyle \pi }. Ungeachtet der wissenschaftlichen Arbeiten zur Quadratur des Kreises und zur Kreisberechnung waren diese Themen vor allem im 18. und 19. Jahrhundert ein beliebtes Betätigungsfeld für Hobbymathematiker.
Edward Johnston Goodwin aus Solitude in Posey County veröffentlichte ab 1892 mehrere Versionen einer Arbeit über die Quadratur des Kreises. Über seine Inspiration schrieb er selbst, er habe im Jahr 1888 „auf übernatürliche Art und Weise das exakte Maß des Kreises“ erfahren. Eine der Versionen mit dem Titel Quadrature of the circle erschien 1894 unter der Rubrik Queries and Information im ersten Band der Zeitschrift American Mathematical Monthly. Die Bemerkung “Published by the request of the author” weist den Beitrag als Annonce Goodwins aus, die von den Herausgebern der Zeitschrift vermutlich als Füllmaterial aufgenommen wurde. Dieser Artikel war die Grundlage für den späteren Gesetzentwurf.

Einige Größen, die sich aus Goodwins Arbeiten herauslesen lassen

Der Beitrag im American Mathematical Monthly ist unklar formuliert und in sich widersprüchlich. Der amerikanische Mathematiker David Singmaster konnte aus dieser und aus weiteren Abhandlungen Goodwins insgesamt neun verschiedene Werte für {\displaystyle \pi } herauslesen. Goodwin geht in seiner Arbeit zunächst davon aus, dass Quadrat und Kreis flächengleich sind, wenn sie den gleichen Umfang besitzen, ein Viertel des Kreisumfangs also der Quadratseite entspricht. Der Artikel beginnt mit der Feststellung

„Eine kreisförmige Fläche ist gleich dem Quadrat über einer Strecke, die gleich dem Quadranten des Umfangs ist; […]“

Unter Berücksichtigung der feststehenden Definitionen der Kreiszahl als Verhältnis des Umfangs eines Kreises zu seinem Durchmesser oder (gleichwertig) als Verhältnis der Fläche eines Kreises zur Fläche des Quadrats über seinem halben Durchmesser ergibt dieser Ansatz die Gleichung
{\displaystyle \left({\frac {2\pi r}{4}}\right)^{2}=\pi r^{2},}
was dem Wert {\displaystyle \pi =4} entspricht. Eine spätere Stelle deutet jedoch darauf hin, dass Goodwin den Wert {\displaystyle \pi =3{,}2} favorisierte. Er bestimmte das Verhältnis eines Viertelkreisbogens zur zugehörigen Sehne mit 8:7, das der Quadratseite zur Diagonalen mit 7:10 und leitete daraus 16:5 als Verhältnis des Kreisumfangs zum Durchmesser ab. Die sonstigen Ausführungen Goodwins lassen allerdings Spielraum für weitere Interpretationen.

## Gesetzgebungsverfahren

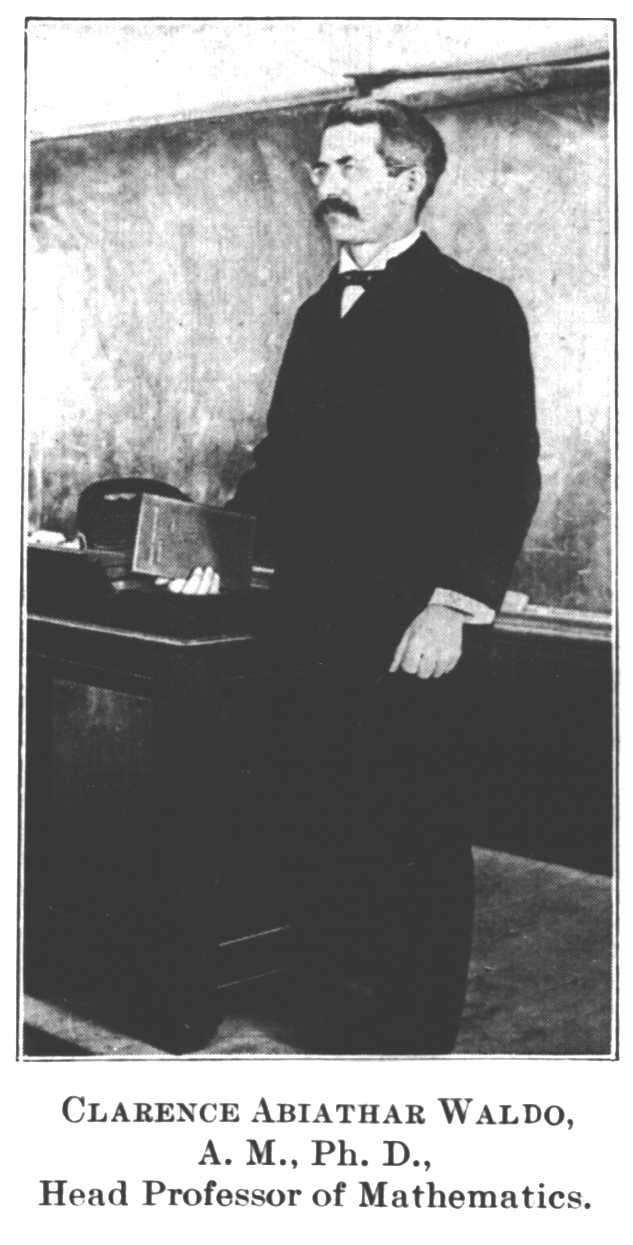
Clarence A. Waldo: Seine Intervention verhinderte die Verabschiedung des Gesetzes

Das Parlament Indianas besteht – ähnlich dem Kongress der Vereinigten Staaten – aus zwei Kammern, Repräsentantenhaus und Senat, die beide einem neuen Gesetz zustimmen müssen. Erste Kammer ist das Repräsentantenhaus, dem Taylor I. Record, Abgeordneter aus Goodwins heimatlichem Wahlkreis Posey County, am 18. Januar 1897 die House Bill No. 246 vorlegte. Deren Präambel lautete:

“A Bill for an act introducing a new mathematical truth and offered as a contribution to education to be used only by the State of Indiana free of cost by paying any royalties whatever on the same, provided it is accepted and adopted by the official action of the Legislature of 1897.”

„Ein Gesetzesentwurf, der eine neue mathematische Wahrheit vorstellt und als Beitrag zur Bildung für die alleinige Nutzung durch den Staat Indiana ohne Aufwendungen durch Gebühren darauf gleich welcher Art angeboten wird, vorausgesetzt er wird angenommen und durch das offizielle Gesetzgebungsverfahren des Jahres 1897 eingeführt.“

Der Entwurf stammte von Goodwin, der Inhalt stimmte im Wesentlichen mit dem Aufsatz von 1894 überein. Dort findet sich im Übrigen schon ein Vermerk, dass Goodwin seine Erkenntnisse unter Urheberrecht gestellt habe.
Nach der ersten Lesung im Repräsentantenhaus wurde die Vorlage zunächst an das Committee on Canals verwiesen, welches sich jedoch nicht zuständig sah und sie am folgenden Tag an das Committee on Education weiterreichen ließ. Dieses gab am 2. Februar die Empfehlung ab, dem Entwurf zuzustimmen. Am 5. Februar folgte die zweite und – unter Aussetzung des regelmäßigen Verfahrens – auch die dritte Lesung im Plenum. Die House Bill No. 246 wurde mit 67 zu 0 Stimmen verabschiedet und an den Senat weitergeleitet. Ein Abgeordneter – ein ehemaliger Lehrer – begründete seine Zustimmung:

“The case is perfectly simple. If we pass this bill which establishes a new and correct value for {\displaystyle \pi }, the author offers to our state without cost the use of his discovery and its free publication in our school text books, while everyone else must pay him a royalty.”

„Der Fall ist vollkommen einfach. Wenn wir dieses Gesetz verabschieden, das einen neuen und korrekten Wert für {\displaystyle \pi } einführt, bietet der Autor unserem Staat die kostenlose Nutzung seiner Entdeckung und ihre freie Verbreitung in unseren Schulbüchern an, während jeder andere ihm eine Gebühr zahlen muss.“

Zufälliger Gast der Sitzung war Clarence Abiathar Waldo, Mathematikprofessor an der Purdue University. Nach der Verabschiedung der Vorlage durch das Repräsentantenhaus setzte er sich mit dem Senat in Verbindung und bemühte sich, die Senatoren über den Inhalt von Goodwins Arbeiten aufzuklären.
Der Senat befasste sich mit der House Bill No. 246 erstmals am 11. Februar. Der Entwurf wurde nach der ersten Lesung an das Committee on Temperance, also den „Abstinenzausschuss“ verwiesen; ob mit Absicht, bleibt Spekulation. In der nächsten Senatssitzung am 12. Februar empfahl der Ausschuss, den Entwurf zu verabschieden. Es folgte die zweite Lesung, bei der der Erfolg von Waldos Überzeugungsarbeit offensichtlich wurde. Zeitungen zufolge rissen die Senatoren schlechte Witze über den Entwurf, lachten und waren eine halbe Stunde lang in aufgeräumter Stimmung. Im offiziellen Senatsbericht hieß es hingegen nur kurz: „Senator Hubbell beantragte, die weitere Beratung der Vorlage auf unbestimmte Zeit zu vertagen. Dem Antrag wurde stattgegeben.“ Ausschlaggebend für die Aussetzung des Verfahrens war dabei nicht, dass Goodwins Theorien von den Senatoren für falsch gehalten wurden, sondern „daß sie den Wert des Vorschlags nicht einschätzen können. Er wurde einfach nicht für einen Gegenstand der Gesetzgebung gehalten.“

## Rezeption
Die House Bill No. 246 wurde von der Lokalpresse zunächst als durchaus ernstzunehmende Gesetzesvorlage betrachtet. Der Indianapolis Sentinel schrieb am 20. Januar “The bill […] is not intended to be a hoax. […] Dr. Goodwin, the author, is a mathematician of note.” Die Stimmung änderte sich, als nach der Verabschiedung des Entwurfs durch das Repräsentantenhaus überregionale Zeitungen auf das seltsame Gesetzgebungsverfahren aufmerksam wurden. Senator Hubbell begründete seinen Antrag auf Vertagung des Entwurfs unter anderem damit, dass er nach der Lektüre der führenden Zeitungen der Ostküste und aus Chicago der Meinung sei, die Legislative des Staates Indiana habe sich mit diesem Verfahren bereits genug lächerlich gemacht.
Inzwischen ist die Indiana Pi Bill Teil der wissenschaftlichen Unterhaltungsliteratur geworden. Seit 1916 erschienen in unregelmäßigen Abständen Arbeiten zu diesem Thema.